# Cantó de Blois-1
El cantó de Blois-1 és un cantó francès del departament de Loir i Cher, situat al districte de Blois. Té 4 municipis i part del de Blois.

## Municipis
- Blois (part)
- La Chaussée-Saint-Victor
- Saint-Denis-sur-Loire
- Villebarou
- Villerbon

## Història
| Data d'elecció                           | Identitat           | Partit             | Qualitat |
| ---------------------------------------- | ------------------- | ------------------ | -------- |
| 1945-1949                                | M. Galliot          | PS                 |          |
| 1945-1973                                | Maurice Brun        | Divers droite      |          |
| 1973-1999                                | Yves Genet          | UDF                |          |
| 1999-1998                                | Jacqueline Gourault | UDF                |          |
| 2002-                                    | Marie-Hélène Millet | UDF, després MoDem |          |
| les dades anteriors no són pas conegudes |                     |                    |          |
|                                          |                     |                    |          |